# كارلوس ألبرتو هورتادو
كارلوس ألبرتو هورتادو (بالإسبانية: Carlos Alberto Hurtado)‏ هو لاعب كرة قدم مكسيكي، ولد في 22 يناير 1984 في زاكاتبك دي هيدالغو ‏ في المكسيك. لعب مع نادي أطلس.